# Roberto Saetti
Roberto Saetti (Padova, 27 novembre 1967) è un ex rugbista a 15 e chirurgo italiano, seconda - terza linea di ruolo del Petrarca. Ritiratosi nel 2000, esercita la professione medica a Padova.

## Biografia
Padovano (suo padre Riccardo, medico anch'egli, fu rugbista del Petrarca degli anni cinquanta e sessanta, e Nazionale azzurro), dopo un inizio nel Belluno Rugby entrò nel Petrarca, cui è legata tutta la sua carriera sportiva.
Esordì in Nazionale nel 1988 sotto la gestione tecnica di Bertrand Fourcade, C.T. per il quale scese in campo altre 18 volte fino al 1992; al suo attivo anche la presenza alla Coppa del Mondo di rugby 1991 in Inghilterra.
Laureatosi in medicina nel 1994, iniziò a lavorare al Policlinico di Padova; incorso in un infortunio nel 1999 (rottura della mandibola durante un contrasto di gioco), nel 2000 smise l'attività sportiva per dedicarsi a tempo pieno alla professione medica; è specializzato in otorinolaringoiatria (del cui reparto è direttore presso l'Ospedale S.Bortolo di Vicenza) e chirurgia maxillo-facciale.

## Palmarès
- Campionati italiani: 2
Petrarca: 1985-86; 1986-87